# Armandia secundariopapillata
Armandia secundariopapillata är en ringmaskart som beskrevs av Hartmann-Schröder 1984. Armandia secundariopapillata ingår i släktet Armandia och familjen Opheliidae. Inga underarter finns listade i Catalogue of Life.